# 2009年澎湖縣博弈公民投票
2009年澎湖縣博弈公民投票，中華民國澎湖縣選舉委員會命名為澎湖縣地方性公民投票案第1案，簡稱澎湖博弈公投，為依照《離島建設條例》第10-2條規定，於2009年9月26日進行之公民投票，也是《公民投票法》立法以來第2個地方性公民投票。該次投票決定澎湖縣是否開放博弈賭博事業。

## 成案經過
2009年1月12日，立法院通過《離島建設條例》修正案，新增第10-2條，明定離島地區可以依公民投票的結果，開放博弈賭博事業。之後，澎湖縣商業會理事長，也是澎湖縣議會副議長藍俊逸，發起提案並進行連署動作，於2月19日宣稱已經達到連署門檻。8月13日，澎湖縣選舉委員會宣布該公民投票成案。

## 公投概況

### 選舉人數和投開票所
依照澎湖縣選舉委員會公告，該次公民投票可行使投票權的公民，定義為20歲以上，並在澎湖縣設籍6個月以上。依照此定義，可行使投票權的公民總人數為73,651人，主要為澎湖縣民。而為了因應本次公投，澎湖縣選委會於澎湖縣設置112個投開票所進行投開票。

### 選票設計
在選票設計方面，於開頭處標示澎湖縣公投票，並註明印製單位澎湖縣選舉委員會印製。圈選欄位部分，分為同意和不同意欄位，並留有圈選空白處；而在選票中間部分，澎湖縣選委會將其公民投票簡稱為澎湖博弈公投並印製其上，下方為主文：「澎湖要不要設置國際觀光度假區附設觀光賭場。」

### 通過門檻
由於在《離島建設條例》第10-2條規定，排除在《公民投票法》中投票率50%以上的規定，因此不論投票率多少，只要同意票在有效票的選票中占50%以上就可成案，贏一票就算贏，也成為《公民投票法》立法以來首次排除投票率多寡因素的公民投票。

## 投票結果
| 選項                   | 票數   | %      |
| ---------------------- | ------ | ------ |
| 反對                   | 17,359 | 56.44  |
| 支持                   | 13,397 | 43.56  |
| 有效票                 | 30,756 | 99.04  |
| 無效或空白票           | 298    | 0.96   |
| 總票數                 | 31,054 | 100.00 |
| 已登記選民及投票率     | 73,651 | 42.16  |
| 來源：澎湖縣選舉委員會 |        |        |

## 評論分析
選前外界評估正反雙方五五波，結果不同意票大勝近四千票，跌破專家眼鏡。投票率亦高於原先預估。公投沒過關的關鍵之一是公教軍警聚集的馬公市，不同意票大贏三千八百票。地方人士分析說，反賭場聯盟文宣攻勢凌厲，加上口才便給、形象清新的澎湖地檢署檢察官吳巡龍投身反賭陣營，都對成功擋下博弈公投案有加分的效果。公投「不同意方」的法定代表團體澎湖縣反賭聯盟則召開記者會表示這是小蝦米打敗了大財團，強調這是澎湖人的勝利，澎湖人做了睿智、有志氣的選擇，贏得尊敬，這是澎湖人民的覺醒。聯盟召集人釋昭慧說，澎湖人用選票拯救了澎湖，也拯救了台灣。她表示，馬總統應多傾聽人民的聲音，別以為憑著個人魅力，講的每句話都是聖旨，人民就一定要聽。大力反對澎湖設置觀光賭場的導演侯孝賢說：「很開心、很高興。」並表示澎湖風景美麗，以後有機會他還會到澎湖拍片。
民主進步黨主席蔡英文說，澎湖人拒絕了賭場，雲林人告別了賄選，民眾共同的目標是一樣的，就是追求更乾淨的台灣。民進黨立委賴清德與國民黨立委徐中雄表示，投票結果顯示博弈特區已被過度炒作。總統府資政李家同教授說，全世界的賭場都受到金融風暴影響，台灣若有賭場，效益也不會高。台灣政府應該先把觀光弄好、再來想賭場，政府卻「反其道而行」。

## 後續發展
澎湖縣長王乾發表示縣府將積極爭取行政院推動的低碳島計畫，結合澎湖海洋經濟、綠色能源，發展澎湖成為低碳島。澎湖縣將比照薩姆斯島，發展成百分之百再生能源自給自足的離島，並發展東北季風時期的自然生態觀光。
反賭公投後兩年，澎湖的觀光人次增加15%，證明澎湖擁有許多吸引人的觀光資源，不一定要開設賭場才能促進觀光。因為拒絕設置賭場，許多澎湖年輕人從台灣畢業之後，願意回到故鄉發展、創業，開始思索澎湖的未來，勾勒出不同面貌的藍圖。
反賭聯盟則出版《澎湖絕地逢生‧反賭逆轉勝》一書說明澎湖反賭的成果。
根據《公民投票法》，立法院之提案經否決者，自該否決之日起三年內，不得就該事項重行提出 。
2013年，由澎湖旅行商業同業公會、澎湖觀光協會、澎湖旅遊發展協會等不同單位團體發起，成立「澎湖國際化推動聯盟」，決定再度推動第2次澎湖博弈公投。預計7月達到公投連署書下限4,000份的門檻送交澎湖縣政府公投審議委員會進行審議，通過後將送交選委會。
2015年5月7日，時任澎湖縣長陳光復批准博弈公投提案，重啟賭場公投。